# Institut supérieur international du parfum, de la cosmétique et de l'aromatique alimentaire
Institut supérieur international du parfum, de la cosmétique et de l'aromatique alimentaire (ISIPCA) är en fransk Grande École som utexaminerar kosmetikingenjörer i norra Frankrike (Versailles), och som är medlem av Versailles universitet. Skolan har specialiserat sig på parfym, kosmetika och aromatisk.